# 新SDガンダム外伝 ナイトガンダム物語
新SDガンダム外伝 ナイトガンダム物語（しんエスディーガンダムがいでん ナイトガンダムストーリー）は、バンダイの玩具カードダスを中心とした企画。騎士ガンダムシリーズの第五作である。

## 概要
騎士ガンダムシリーズの第五弾。前作で一旦区切りのついた物語から仕切り直し、登場人物や国などを一新して本作からは『新SDガンダム外伝』となっており、時間としては前作から数十年が経っている。
またカードダス版と平行して「SDガンダム外伝スーパーバトル」というカードシリーズが発売され、カードダス版では描かれない物語が展開された。
登場人物は主に『機動戦士Vガンダム』のキャラクターや兵器がモデルになっているが「『Vガンダム』は低年齢層を取り込むためにモビルスーツのSD化は番組後半まで見送る」という方針をとっていた為、シリーズ前半はオリジナルキャラクターで構成されている。ただし、ゼロガンダムはシャッコーがモチーフとなっているなど、一部には隠しモチーフとして使用されていた。その後、『Vガンダム』のSD化が解禁となったが、主人公機のV2アサルトバスターガンダムは、敵側の首領幻魔皇帝アサルトバスターとしてSD化され、アニメ本編の敵役がモデルのキャラクターが主人公、主人公がモデルのキャラクターがラスボスという他のシリーズとは異なった構図となっている。
SDガンダム外伝は、カードダス及びカードダスハーフ・ファミリーコンピュータ・スーパーファミコン・漫画などでそれぞれ設定が異なるので、本項ではカードダス・カードダスハーフの設定で統一し、ファミリーコンピュータ・スーパーファミコン等での設定は個別に記入する。
1994年9月9日、ゲームボーイ用ソフトとして発売された。

## あらすじ
最強の魔竜剣士
グラナダ王国で行われる聖騎士選抜会へ向かう途中に野党ヘルアクシズ団に襲われた騎士マーベットは、謎の男ゼロガンダムに助けられる。負傷したマーベットの代わりに選抜会に出場したゼロは、リガカイザー・ゼロカスタムを駆り、決勝へと勝ち進んでいった。しかし聖騎士ネオスライドとの決勝戦の最中、優勝賞品の白金のハルバートを強奪すべく、ヘルアクシズ団が乱入してきた。
幻魔王の挑戦
龍機ドラグーンを召喚しヘルアクシズ団を退けたゼロは、ゲモンの使用した風雲竜巻斬の秘密を探るためルナツー村へ向かった。しかしそこはスダ・ドアカ・ワールド占領を目指すザンスカール族の前線基地となっていた。ゼロを追ってきたネオスライドや道中助けた双子のヘキサツインズらと共に、ゼロはルナツー基地へと乗り込んだ。そこで待ち受けていた幻魔王バイスガンダムは、自分がゼロの父であると告げる…
竜を継ぐもの
バイスガンダムに敗北したゼロは、騎士ヴィクトリーに助けられ、修行の地リガマウンテンへと導かれた。かつての友・騎士ヴイスクエアのもと修行を開始したゼロは聖なる心を会得し、魔竜騎士の称号を授けられた。
一方、超巨大遺跡ドゥームハイロウを発動させたザンスカール族に対し、ユニオン族は連合軍を結成して対抗していた。
聖龍の王者
バイスを破ったゼロであったが、善戦虚しくドゥームハイロウによってユニオン族は消滅してしまった。唯一生き残ったゼロは、単身ザンスカール帝国の支配者・幻魔皇帝アサルトバスターに戦いを挑む。

## 登場人物
（）内はモデルとなったキャラクター。ただし、モチーフについて公式には発表されていないので諸説ある。

### 雷の一族
雷を自在に操る一族。その開祖はドラグナージークと言われる存在（同作品コンプリートボックスより）である。
一族の聖地としてリガマウンテンがあり、そこでは龍機と呼ばれる聖機兵に酷似したシステムを持つ機兵が存在する。龍機に搭乗するには青い水晶型の剣、雷龍剣"サンダーソード"が必要不可欠。一族の奥義を極めた者は伝承者と呼ばれ、奥義と共に代々継承していく。
個の力を極限まで重視するという理念により、伝承者を決定する際には数人の候補がその座をかけて争い、敗れた者はそれまでに得た技を封印しなければならないという掟がある。ただし、実際には伝承者を決定するのは雷龍剣が「認めた」相手であって、伝承者決定戦で勝利した者とは限らない。
魔竜剣士ゼロガンダム/魔竜騎士ゼロガンダム/聖竜騎士ゼロガンダム（シャッコー/リグ・シャッコー）
父の仇であるバイスガンダムを捜して旅をしていた剣士。雷龍剣の伝承者であり、龍機ドラグーンを駆る。
魔竜剣士の際には、鎧のリミッターを解除することで本来の姿へ変化。リガマウンテンでの修業後に魔竜騎士の称号とともに白い鎧へ、さらにバイス(ファルコ)を倒した最期に授けられた雷龍体系最終奥義の鍵を手に入れたことで、鎧が黄金のライトティアースとなった聖竜騎士となる。最終的には父ファルコにも到達しえなかった境地である、雷龍大系(サンダーシステム)を超えた聖龍大系(ゼロシステム)を会得し、プラズマドラグーンの発動などを可能とした。
騎士ガンダムシリーズの歴代主人公の中でも最終HP（BHP）が一番高かった人物（その上がり方も、700→7000→70000→80000とかなり激しく、他の仲間達は全くゼロのHPに追いついていなかった）。
決め台詞は「“無”（ゼロ）に帰れ！」。
父ファルコがグラナダ地方に訪れた際にはすでに生まれ、ある程度の年齢に達していた事から、以前は父とともにブリティス王国に滞在していたか、同国で生まれたかのどちらか。
終盤、継承者の証である雷龍剣を自らの意志で他者へ渡している。一族の掟に乗っ取ると、それは次代継承者への引継ぎとなるが詳しくは不明。その後、スペリオルドラゴンより新たな雷龍剣を授かったことでシャッフル騎士団のクラブオンエースとなる。
武器／導きの剣(リードソード)、雷龍剣(サンダーソード)
必殺技／雷鳴斬(サンダーバリアント)
BB戦士 No.378(魔竜剣士)
騎士ヴイスクエア（V2ガンダム）
雷龍剣の伝承者争いにおいてゼロに勝利したが、雷龍剣がゼロを選んだため、雷龍剣の伝承者を辞退したという過去がある。
現在はリガマウンテンにて神官として訪れる者に試練を与える。修行の末に魔竜騎士に成長したゼロに龍機ドラゴパルサーを託した。ゼロのかつての友であるが、それ以外にも嵐の一族である騎士ヴィクトリーとも関わりがあるようだ。「聖龍の王者」では前章で消滅していたにもかかわらず、機兵共々精神体としてゼロに加勢する。
- 漫画：騎士ヴィクトリーによってリガマウンテンに運ばれたゼロに対し、試練を与え魔竜騎士にした。消滅はしておらず、バイスガンダムに敗れそうになっていたゼロのためにドラゴパルサーの封印を解いた。

竜騎士ファルコガンダム/聖龍騎士ファルコガンダム
先代の雷龍剣伝承者。ゼロの父親でバイスガンダムによって殺害されたとされる。
数十年前のブリティス王国円卓の騎士であったが、グラナダ地方の異変を調査に向かった際に謎の磁気嵐に遭遇、消息を絶っていた。この時期にジェイバーと出会い戦友となる。
磁気嵐の中心ではゼロを守りながらコナン、ジェイバーと共にフューラーザタリオンと戦い、撃破するも力を使い果たし、倒れたジェイバーとゼロを逃がした後に幻魔皇帝に挑むが敗れ、洗脳を受けることになる。
騎士メザルダン（メッメドーザ）
バトル･オブ･ナイツに登場。雷龍剣伝承者候補の一人だったが、その邪悪さ故に候補者から外されていた。周囲の空気を電気エネルギーに変換し、高速で斬撃を走らせる真空雷撃斬"バキュアムボルト"という技を駆使する。
騎士サーディス（ガンダムMk-III）
バトル･オブ･ナイツに登場。ゼロガンダムとは同年代で、雷龍剣伝承者の座を争った候補の一人。高い素早さを持っているがややパワーに乏しく、全体的な資質の面でゼロには及ばなかった。

### 嵐の一族
嵐を操るとされる一族。その実態は雷の一族よりも明らかにされていないが、彼ら同様に聖機兵に酷似した機兵を所有する。
雷の一族の雷龍剣とは違って集団での戦闘を重視するという理念を持っており、複数の伝承者が存在する。金色の剣、嵐虎剣"ストームソード"を奥義と共に継承している。
騎士ヴィクトリー（ヴィクトリーガンダム）
嵐虎剣を取り返すために旅を続ける風の一族の騎士。バイスガンダムに捕らえられそうになったゼロを助け、騎士ヴイスクエアの元へと導く。
幻魔皇帝アサルトバスターこと騎士ブイツーとは兄弟であり、悪の道へ走った兄を止めるべく活動している。「竜を継ぐもの」で消滅したが、「聖龍の王者」では機兵共々精神体としてゼロに加勢する。

### グラナダ王国
今作の舞台となる王国。白金のハルバードと呼ばれる機兵用の斧を国宝としている。
騎士マーベット（マーベット・フィンガーハット）
ユニオン族の女騎士。聖騎士選抜会に向かう途中でヘルアクシズ団に襲われてたところをゼロに助けられ、ゼロに聖騎士選抜会への出場を頼んだ。聖騎士選抜会後は装備・機兵を新しく整え、ザンスカール帝国に戦いを挑む。本編の最後でゼロから雷龍剣を預かった（理由は不明）。後に狩猟騎士ブランゾロアット(ホワイトアット)としてオズワルドに潜入した。
聖騎士ネオスライド
聖騎士選抜会に出場した騎士の一人。若くしてグラナダ王国の親衛隊長を務め、昨年の聖騎士選抜会で優勝している。今回の聖騎士選抜会で出会ったゼロを好敵手と認め、彼の後を追う。「竜を継ぐもの」で消滅したが、「聖龍の王者」では機兵共々精神体としてゼロに加勢する。
旋風騎士<サイクロンナイト>プロスト
聖騎士選抜会に出場した騎士の一人。頼まれればどんな機兵でも乗りこなす雇われ操手。ゼロに興味を持ち、彼の後を追う。「竜を継ぐもの」で消滅したが、「聖龍の王者」では機兵共々精神体としてゼロに加勢する。
騎士ジムパワード（パワード・ジム）
聖騎士選抜会に出場した騎士の一人で、機兵タウロスハイザックの操主。一回戦にてネオスライドのメターナルに敗れる。
騎士J・ジャクソン（ジェムズガン+ヘレン・ジャクソン）
聖騎士選抜会に出場した騎士の一人で、機兵ハンマライドの操主。一回戦にてゼロガンダムのリガカイザーに挑むが敗北し、その強さに驚愕している。
騎士リファイングフ（RFグフ）
聖騎士選抜会に出場した騎士の一人で、機兵ア・ザム・ザムの操主。
ネオ・ジオン族のグフの子孫に当たるが、機甲神伝説後にユニオン族とネオ・ジオン族は統一されたため現在はユニオン族の一員として共に暮らしている。
騎士コンバートジェガン（ジェガン改）
ダバード地方から聖騎士選抜会に出場した騎士、機兵オーキスロイドの操主。少し小心者で、技術は高いがミスが多い。ア・ザム・ザムには勝利するもプロストのエプコ94に敗退する。
騎士エル（エル・ビアンノ）
聖騎士選抜界に出場した騎士の一人で、機兵ミロクアテネの操主。撹乱戦法でメターナルに挑むが軽く一蹴されてしまう。
ロナ王（マイッツァー・ロナ）
グラナダ王国の国王。選抜会によって王国の機兵技術をアピールした上で外部の技術をも取り込もうと考えている。
老人オイ・ニュング（オイ・ニュング）
聖騎士選抜会を見物する老人、魔竜剣士の行く所に戦乱が吹き荒れると語っている。
エプコギルド・アーミー（ドゥカー・イク、レンダ・デ・パロマ、ガリー・タン）
エプコットギルドに所属する私兵集団。ドゥームハイロウによる世界の危機に機兵エプコアーミーカスタムを駆って参戦する。
対機兵モンスターリーンホースJr.（リーンホースJr.）
機兵に匹敵する巨体を持つモンスターを特殊な魔法を凝縮した装甲を装着して操り、育てた物。

### カサレリア村
双騎士ヘキサツインズ（Vガンダムヘキサ）
カサレリア村に住むヘキサエルダーとヘキサヤングの兄弟。兄ヘキサエルダーは武術、弟ヘキサヤングは法術に優れている。「竜を継ぐもの」で消滅したが、「聖龍の王者」では機兵共々精神体としてゼロに加勢する。
兵士ジェムズガン（ジェムズガン）
カサレリア村を守っている兵士達。
戦士リックジム（陸戦用ジム）
カサレリア村を守る戦士達。元々は争いを嫌って軍隊を抜け、カサレリア村でひっそりと暮らしていた。
戦士ジャベリン（ジャベリン）
カサレリア村を守る戦士達。敵の統率の取れた動きに今までの盗賊とは全く違う気配を感じ取っていた。
騎士ヘビージェガン（ジェガン重装型）
カサレリア村を守る騎士。敵の動きにザンスカール族の出現を予感していた。
操主ヘレン（ヘレン・ジャクソン）
機兵ジガインの操主。風雲竜巻断"ゲイルトルネード"を使う敵機兵に苦戦を強いられている。
操主ジムキャノン（ジムキャノン）
機兵キャノガンの操主。

### ドレスデン王国
ドゥームハイロウ起動のために必要なロゼッタストーンを守る王国。騎士団長ジェイバーを筆頭に多くの勇将が揃っている。
騎士団長ジェイバー（ガーベラ・テトラ）
ドレスデン王国の騎士団長。ゼロの父ファルコとは親友であり、共に戦った過去を持つ。「竜を継ぐもの」で消滅したが、「聖龍の王者」では機兵共々精神体としてゼロに加勢する。
ファルコと同じく数十年前、円卓の騎士としてブリティス王国にいた過去があり、当時グラナダ地方に起こっていた異変を調査するに当たって先遣隊として先に赴いていた。
兵士ガンブラスター（ガンブラスター）
ドゥームハイロウ起動を阻止するために結成されたユニオン連合軍の兵士達。ドレスデン王国の兵士達を中心として構成されている。

### ザンスカール族

#### 主要
幻魔皇帝アサルトバスター（V2アサルトバスターガンダム）
ザンスカール族の真の支配者。かつては騎士ブイツーを名乗り、嵐虎剣の正統な後継者であったが権力欲に取り付かれ、鏡の中の異世界に住むザンスカール族と手を結んで強大な力を手に入れた。下半身の触手のような足は台座であり、本当の足は台座の上であぐらをかいている。
バイスタランチュラをファルコガンダムに寄生させ、影武者として操っていた。古代兵器ドゥームハイロウの力でユニオン族を消し去った後、ザンスカール帝国を建国して世界の頂点に立つが、唯一生き残ったゼロによってその野望は粉砕された。BHP80000。
幻魔王バイスガンダム/竜騎士ファルコガンダム
ユニオン族滅亡を目論む、ザンスカール族の重臣。ゼロの父・ファルコガンダムを殺害したと思われていたが、その正体はアサルトバスターに洗脳されたファルコガンダム本人であった。
元々会得していた雷龍剣に加えてさらに嵐虎剣の技をも習得しており、雷電破"ボルテックサンダー"、黒旋風大制裁"ブラックテンペストサンクションズ"、覇皇重嵐破"ダイナストヘビィサイクロン"等の多彩な奥義を持つ。

#### 嵐虎四天王
幻魔皇帝直属の親衛隊4人。個々の四天王は皇帝側近の座を巡って争っており、他の3人を失脚させて皇帝の後釜になろうとした。四天王が乗る機兵は通常の戦士、騎士が乗っても消滅するほど強力な力を備えている。
銀嵐騎士ゲンガオゾ（ゲンガオゾ）
皇帝直属の四天王で、銀嵐機兵ザンシルバーの操主。短気かつ豪快な性格で、荒々しい嵐虎剣の技はしばしば周囲の味方を巻き込むことも。BHP530。
蒼嵐騎士ザンネック（ザンネック）
皇帝直属の四天王で、蒼嵐機兵ゴクブルーの操主。ニヒルな性格の頭脳派。BHP550。
赤嵐騎士ゴトラタン（ゴトラタン）
皇帝直属の四天王で、赤嵐機兵ザンレッドの操主。残虐な性格で、敵を殺さずに痛めつける戦い方を好んでいる。BHP570。
黒嵐騎士リグコンティオ（リグ・コンティオ）
皇帝直属の四天王で、黒嵐機兵ゴクブラックの操主。陽気な性格だが内では高い野心を持ち、殺しを趣味とする残酷な面を隠し持つ。BHP570。

#### ヘルアクシズ団
親分ゲモン（ゲモン・バジャック）
盗賊ヘルアクシズ団の首領。ザンスカール帝国に取り入って力を与えられる。
すべての戦いが終わった時に幻魔皇帝アサルトバスターに取り付いていたバイスタランチュラの骸を見つけ、これを叩き潰し、その亡骸を証拠に自分がアサルトバスターを倒し世界を救ったということにしてしまった。世間はそれを信じたらしく、英雄ゲモンとして祭り上げられ、金の英雄像が造られ、真実を知るユニオンの戦士達を呆れさせた。
続編の黄金神話にも英雄ゲモンとして登場しており、デスペリオル族との戦いに純金機兵ゴールドガンゲモンで駆けつけている。
盗賊から英雄への大出世を（自身の実力不相応に）成し遂げてしまったある意味とんでもない人物である。
なお奥さんとガンキャノン顔のペットがいる。
- 漫画：聖騎士選抜会に乱入し、白金のハルバードを強奪しようとするが、ゼロの駆る龍機ドラグーンに阻まれ失敗に終わる。さらに、カサレリア村を襲撃したときには、ゼロに再び撃破されることとなる。そして、失敗続きが原因でバイスガンダムに見限られることとなる。続編では純金機兵に搭載された広域バリアなどで味方を援護しつつ奮戦するが、デスペリオル族の猛攻の前に歯が立たず、純金機兵を破壊されてしまう。その結果、財を失うこととなるが、その活躍によりゆるぎない名声を得ることとなる。

兵士ゾック（ゾック）
ヘルアクシズ団の兵士、個々の能力は低いが数が多い。
戦士フライグフ（グフ飛行型試験型）
聖騎士選抜会へ向かう途中のマーベットを襲撃したヘルアクシズ団の戦士。
戦士デザートゲルググ（デザート・ゲルググ）
ヘルアクシズ団の戦士。聖騎士選抜会を襲撃した際、相手の手応えのなさに拍子抜けしていた。
隠密戦士ガルスJ（ガルスJ）
白金のハルバード強奪のために聖騎士選抜会に潜入し、決勝戦の最も盛り上がる瞬間を狙った突入開始ののろし役を務めた。
騎士ゴブリンザク（ザクII）
かつてのゴブリンザクがゲモンに取り入って騎士へと出世させてもらった姿、装備は揃っているが元々の情けない所は変わっていない。
クロウナイトヤクトバーザム（バーザム）
ヘルアクシズ団の一員。平和ボケしたユニオン族に自分達の恐ろしさを教えてやると息巻いている。
浪騎士ビギナ・ギナII（ビギナ・ギナII）
ヘルアクシズ団が雇っている凄腕の騎士で、その実力はネオスライドに匹敵する。現在の体制に馴染めないだけで悪人というわけではない。
かつてネオジオン族の騎士であったビギナ・ゼラが名を変えた姿である。
操手ガブスレイ（ガブスレイ）
ヘルアクシズ団の機兵ボーラーの操手。寄せ集めの機兵で挑むことに苦労を感じている。
操主ディートリオ（パンパ・リダ、ビアン、ワイム+ガザD）
機兵ガザダートの操主。
モンスマスターアッグガイ（アッグガイ）
両手の鞭と巨大な目による催眠で多数のモンスターを使役するモンスマスター。
モンスターエスカルバウンド（バウンド・ドック）
モンスターヤクトコブラ（ヤクト・ドーガ）
モンスターウルフダイル（ドーベン・ウルフ）
モンスタースフィンダラス（ベルガ・ダラス）
モンスターゾロゲリュオン（ゾロ）
モンスマスターアッグガイに使役されるモンスター達。

#### その他

##### 幻魔王の挑戦
モンスターリザードガルグイユ（ガルグイユ）
ザンスカール族の下級モンスター。大きな口は顎の骨を外せるようになっており、より大きな相手を飲み込むことが出来る。
モンスターサーベルドラッツェ（ドラッツェ）
ザンスカール族の下級モンスター。
モンスターリカールホーク（リカール）
ザンスカール族のモンスター。100m先の米粒を見通せる程の高い視力を持つ。
モンスターフレイムガーベラ（ガーベラ・テトラ）
ザンスカール族のモンスター。全身が鉄をも溶かす灼熱で覆われている。
モンスターゴーザトムリアット（トムリアット）
ザンスカール族のモンスター。
工兵ホビーハイザック（ホビーハイザック）
ルナツー基地の工房で日夜機兵の製造に励む工兵。
兵士ゾロ（ゾロ）
ザンスカール族の下級兵士。
戦士ゴッゾーラ（ゴッゾーラ）
ザンスカール族の戦士。代々顔を隠し、視覚に頼らずに音や気配のみを察知して戦う一族の出身。
戦士アビゴル（アビゴル）
ザンスカール族の戦士。呪術にも長け、負の力を付与した鎌による攻撃を得意とする。
騎士ファラ（ファラ・グリフォン）
ザンスカール族の騎士。
騎士シャッコー（シャッコー）
ザンスカール族の騎士だが、元々は貴族の出身だった。ゼロガンダムの技にバイスガンダムと似たものを感じている。
操手ゲトル（ゲトル・デプレ）
機兵ロアッゾの操主。
操手ゾロ（ゾロ）
機兵メドルメーザーの操主で、兵士ゾロとは同族。赤い身体のゾロは戦闘能力が高いため、機兵の操主に選ばれやすいという。

##### 竜を継ぐもの
近衛騎士リグ・シャッコー（リグ・シャッコー）
バイスガンダムにその実力を認められ、重機兵ドゥームフレア（カードダスにはインペリアと表記）の操主としてドゥームハイロウ中心部の守護にあたっている。
モンスターゾローガ（ゾロ）
ザンスカール族のモンスター。
モンスターモスドーザ（メッメドーザ）
ザンスカール族のモンスター。モンスターゾローガの移動手段にもなっている。
モンスターアンデッドージュ（サンドージュ）
ザンスカール族のモンスター。
モンスターヘルズカリスト（カリスト）
ザンスカール族のモンスター。戦士トムリアットによって操られ、騎馬隊としてユニオン連合軍の行く手を阻む。
戦士トムリアット（トムリアット）
ザンスカール族の戦士。歩兵の他にヘルズカリストに跨る騎馬隊や、一部に魔術に精通した物もいる。
戦士シャイターン（シャイターン）
ザンスカール族の戦士。主に対する忠義を重んじる性格で、剣の腕もかなりの物。
騎士コンティオ（コンティオ）
ザンスカール族の騎士。剣だけでなく体術にも長けており、多少の傷には動じない攻撃的な人物。
操手キスハール（キスハール・バグワット)、カリンガ (カリンガ・ウォーゲル）
右防機兵ラグジャック・左防機兵レグジャックの操主。

##### 聖竜の王者
モンスターベスパシャッコー（シャッコー）
モンスタークラブコンティオ（コンティオ）
モンスタージャバコウインドー（ジャバコ）
モンスタードラゴーラ（ドッゴーラ）
操主マチス（マチス・ワーカー）
式典機兵セレインの操主。家族思いの父親で、晴れの舞台に大役を預かり張り切っている。
司祭アビグイユ（ガルグイユ）
ザンスカール帝国記念式典を取り仕切っている司祭。
兵士ゾリディア（ゾリディア）
ザンスカール帝国記念式典の警備に当たっている兵士達、ゼロガンダムの変装した謎の騎士を呼び止めるが返り討ちに遭ってしまう。
戦士ドムットリア（ドムットリア）
ザンスカール帝国の戦士。集団でゼロガンダムを止めようとするも叶わなかった。
闘士ブルッケング（ブルッケング）
ザンスカール帝国の闘士。謎の騎士のあまりの強さにゼロガンダムの生存を予感する。
騎士ビルジャバコ（ジャバコ+ビルケナウ）
ザンスカール帝国の騎士。式典を妨害する謎の騎士を倒し、自らが四天王に加わってみせると豪語する。

### 神族
スペリオルドラゴンSR（Sガンダム？）
スダドアカワールドの守護神。アサルトバスターの幻術により悪に染まりかけていたゼロを助けに現れた。ガンレックスαとGガンジェネシスを引き連れ、援護にまわる。
元祖SD No.0026。

### その他
伝説の聖騎士
バトル･オブ･ナイツに登場。遠い昔、たった一人でドゥームハイロウの動きを止めた英雄。グラナダ王国に伝わる聖騎士の由来となっており、その姿は無敗機兵メターナルのモデルとなった。
竜の紋章が描かれた盾を持ち、ゼロガンダムの祖先である可能性が示唆されている。
また、祖先であり、流派の開祖と言われているドラグナージークとは鎧の形状が酷似している。
騎士コナンガンダム（コマンドガンダム）
記憶喪失の騎士。かつてフューラーザタリオンとの戦いの末次元断層を抜けてスダドアカワールドに不時着していた所を幻魔皇帝に拾われ、偽の記憶を植え付けられてファルコへの刺客とされてしまう。
その後ファルコを執拗に狙うが、自己修復が働いた結果もあって友情が芽生えて和解、円卓の騎士として共に活動することになる。
ファルコと共にグラナダ地方に向かった際に、磁気嵐の中心でフューラーザタリオンと対峙したことで完全に記憶を取り戻し、再び開いた次元断層へ逃げていったフューラーの核を追って元の世界へと戻っていった。
カードダス外伝本筋には登場せず、バトル･オブ･ナイツのみの登場だったが、後にファルコ、ジェイバーと共に円卓の騎士であった事が明らかにされた。

## 登場メカ

### 雷の一族
龍機ドラグーン/聖龍機マルスドラグーン
雷龍剣の伝承者のみが龍の姿として召喚し、奥義「真龍覚醒(ドラグーンスティミュラー)」によって人型に変形させ、操縦することのできる機兵。白金のハルバートを手にする事で、真の力が発揮される。
龍の姿でもドラグイグニシスという火炎技を使用する。
後にドラゴパルサーの聖鎧(マルスギア)と合体することで聖龍機マルスドラグーンに変貌し、そこからさらなる覚醒によって頭部に角が出現し、さらに、翼・角・ハルバードからプラズマを発した形態へと覚醒し、最終的には聖龍騎士となったゼロが会得した聖龍体系(ゼロシステム)で機兵型エネルギーのプラズマドラグーンの精製が可能になった。
元祖SD No.0029（ドラグーン）、No.0041（ドラゴパルサー）、No.0044（プラズマ）。
BB戦士 No.140(マルスドラグーン)
竜機クラシックドラグーン
ファルコが使っていた頃のドラグーン。個人の性質が反映された結果、現在のドラグーンとは細部形状が異なる。
聖龍巨神ドラグーンパレス
雷龍剣の最終奥義によって召喚される城。人型に変形して、ストームサンと巨大戦力による死闘を演じた。
『新約SDガンダム外伝 創世超竜譚』での創世の時代では大量に配備されていたが、覇界神バロックガンの軍勢との戦いでほとんどが破壊され、『新約SDガンダム外伝 騎士王物語』では遺跡となった一つがフューラーザタリオンの影響を受け、総統竜ジャークヴァイスに変貌した。
元祖SD No.0045。元祖SDガンダムNo.111「フォートレスエンペラー」の金型の一部が流用されている。
飛行機兵スカイパラディン（ウィンガル・ジー）
騎士ヴイスクエアの搭乗機。ドラグーンと並ぶ高い戦闘能力を誇る飛行機兵
元祖SD No.0042。
機兵ジャビゴル（アビゴル）
騎士メザルダンの搭乗機。全身に刃を装備し、パワーのみならドラグーンの魔龍モードにも匹敵する。
機兵ガンサード（ガンダムMk-III）
騎士サーディスの搭乗機。高い運動性を持っているが耐久性に難があり、持久戦には向いていない。
機兵ヴイセカンド（セカンドVガンダム）
伝承者候補時代のヴイスクエアの愛機。短距離ながら飛行能力を持っている。

### 嵐の一族
武人機兵ガオージャ（鉄巨人 ガリアン、百獣王ゴライオン）
騎士ヴィクトリーが駆る赤い機兵。ライオン形態のバルクモード、獅子戦士モードに変形することができる。必殺技は嵐で敵の動きを封じる嵐威静"ストームサイレンス"
元祖SD No.0034。

### グラナダ王国
機兵リガカイザー/機兵リガカイザーゼロカスタム
騎士マーベットの搭乗機。聖騎士選抜会会場に到着前にヘルアクシズ団に襲われ大破。その時にマーベットが負傷したため、ゼロが聖騎士選抜会に代わりに出場することになり、ゼロにあわせたリガカイザーカスタムに改造された。
機兵プローズ（ΖΖガンダム）
マーベットの新たな搭乗機。グラナダ王国親衛隊用の機体の一機をマーベットが買い取った。火力・機動力共にバランスが取れていて優秀な機兵。
無敗機兵メターナル（アゾルバ・ジー）
聖騎士ネオスライドの搭乗機。グラナダ王国親衛隊の代表機兵。操手を替え、改造を繰り返しながら聖騎士選抜会にて無敗を誇ってきた。国外での活動で使用する事は禁じられているため「幻魔王の挑戦」では使用出来なかったが、「竜を継ぐもの」では世界の危機という事で特別に使用許可が下りた。
元祖SD No.0031。
先進機兵エプコ94/先進機兵エプコターボ94（ベガ）
旋風騎士プロストの搭乗機。グラナダ王国機兵工房エプコットギルドで製造された機兵。攻撃力に優れるが耐久性に難があり、聖騎士選抜会の敗因となった。
後に耐久性の強化と追加武装を装備する改造が施されたエプコターボ94となり、自動操縦機能を搭載するなど最新の技術が取り込まれている。
元祖SD No.0032（商品名は「先進機兵エプコット94」）。
機兵エプコチーム（ベガ）
エプコットギルドが開発を進めているエプコ94シリーズの量産タイプ。複数の武装タイプが試作開発されている。
機兵エプコアーミーカスタム（ベガ）
エプコットギルドの私兵、エプコギルドアーミーの使うエプコタイプの機兵。
機兵タウロスハイザック（ハイザック）
騎士ジムパワードの搭乗機。勢いが自慢でそれだけで予選を勝ち抜いて来た。
機兵ハンマライド（ハンマ・ハンマ）
騎士J・ジャクソンの搭乗機。両腕に取り付けられたハンマーが特徴だが、リガカイザーには命中させることは出来なかった。
機兵ア・ザム・ザム（アッザム）
騎士リファイングフの搭乗機。酸やチェーンソーといった武器を装備し、攻撃を受けた際には脚部を収納して丸くなって防御する。
機兵オーキスロイド（装甲馬車オーキス）
騎士コンバートジェガンの搭乗機。オーキスを参考にして作られた機兵で、戦闘能力はかなり高いが機動力が犠牲になっている。
機兵ミロクアテネ（パラス・アテネ）
騎士エルの搭乗機。八本の腕を回転させ、相手を催眠状態にする能力を持っている。

### カサレリア村
双機兵ジェミニクラス（ゾック）
双騎士ヘキサツインズの搭乗機。白兵戦の得意なテクニークモードと法術戦の得意なストーンモードを使い分ける。二人の搭乗者が乗ってこそ真の実力を発揮する機兵。
元祖SD No.0035。
機兵ジガイン（ガンイージ）
カサレリア村が独自に開発した防衛用の機体。武装がやや貧弱で、ザンスカール族の機兵には苦戦している。
機兵キャノガン（ガンキャノン）
カサレリア村を守る機兵の一つ。肩の大砲は威力は高いが命中率が悪く、発射時に動きを止めないと行けないという欠点がある。

### ドレスデン王国
仮面機兵サイコニアス（サイコガンダム、サイコガンダムMk-II）
騎士団長ジェイバーの搭乗機。魔法戦に優れた機兵。通常状態をカルマペルソナといい、搭乗者の精神の高まりによってハウンデットペルソナとなる。
元祖SD No.0036。

### ザンスカール族
幻魔機兵バイザード
バイスガンダムの搭乗機。光と闇を自由に操る力を持つ。双頭龍モードに変形できる。
元祖SDガンダムではNo.81「フューラーザタリオン」の一部を流用しているが、プレミアムコンプリートボックスの発売に当たって設定に取り込まれ、実際にフューラーの残骸から作り出された機兵となっている。
元祖SD No.0033。
皇帝機兵アジバルド
幻魔皇帝アサルトバスターの搭乗機。嵐虎剣の正当な後継者用の機兵である。
嵐暴機神ストームサン
ファルコから得た雷龍剣、異世界の力、嵐虎剣の三つの力により誕生したザンスカール帝国の最終兵器。皇帝機兵アジバルドを格納する。
銀嵐機兵ザンシルバー（ザンコック）
四天王ゲンガオゾの搭乗機。
蒼嵐機兵ゴクブルー（ゴクアック）
四天王ザンネックの搭乗機。
赤嵐機兵ザンレッド（ザンコック）
四天王ゴトラタンの搭乗機。
黒嵐機兵ゴクブラック（ゴクアック）
四天王リグコンティオの搭乗機。
重機兵ドゥームフレア
近衛騎士リグ・シャッコーの搭乗機。ドゥームハイロウの中心部の守護を担う機兵で、エネルギーをドゥームハイロウから直接転送しているため、非常に高い力を持っている。
機兵ロアッゾ（ゾロアット）
ザンスカール族の量産型機兵。風雲竜巻断"ゲイルトルネード"を発射することが出来る。
陸戦機ガリクソン（ガリクソン）
機兵ロアッゾが乗り込む陸戦用の大型兵器。
機兵メドルメーザー（メッメドーザ）
ザンスカール族の機兵。両肩に大型の風雲竜巻断"ゲイルトルネード"を装備している。
タイヤ機兵ゲドアイン（ゲドラフ/アインラッド）
ザンスカール族の機兵。陸戦機ガリクソンと共に開発され、先遣部隊として周辺都市に攻撃する役目を持つ。
右防機兵ラグジャック・左防機兵レグジャック（リグ・シャッコー（近衛師団仕様））
ドゥームハイロウ防衛の要となる機兵で、二機による嵐虎剣の合体攻撃・双嵐舞"ツインストームステップ"を得意技とする。

#### ヘルアクシズ団
巨大機兵ザメロード（ザメル）
ザンスカール族によって供給されたヘルアクシズ団親分ゲモンの機兵で、グラナダ地方では凶悪な機兵として多額の賞金が賭けられている。
一部に嵐虎剣の技術が用いられており、奥義の一つである風雲竜巻断"ゲイルトルネード"を使用することが出来る。
機兵ガザダート（ガザD）
ディートリオが操主を務めるヘルアクシズ団の機兵。
機兵ボーラー（133式ボール）
ヘルアクシズ団が複数所有する機兵、軽快な動きで一撃離脱戦法を得意とする。

### 神族
真聖機兵ガンレックスα/超機甲神G（グレート）ガンジェネシス
ダバード王国に伝わる聖機兵物語に登場する聖機兵と、異世界（宇宙）に存在した月の王国の機甲神。ガンレックスαは王家の谷で眠りについていた。Gガンジェネシスは騎士ステイメンの愛機オーキスと一体化した姿。
ドゥームハイロウによってユニオン族が消滅しているためか、Gガンジェネシスには「乗りこなせるものは、もういない」という文面が付属しており、呼び寄せたスペリオルドラゴンによる遠隔操作などの別手段で操作されていると思われる。

## 作中における裏話
- 聖騎士ネオスライドは元々第1回SDガンダムRオリジナルデザインコンテストにて採用された物である。
- 重機兵ドゥームフレアは新SDガンダム外伝カードダスNo.100を記念して一般読者から公募された機兵である。

## 漫画版
- 「新SDガンダム外伝 騎士ガンダム 魔龍ゼロの騎士伝」ほしの竜一

コミックボンボンにて1994年から1995年にかけて連載された。聖機兵物語までの漫画版のタイトルが「騎士ガンダム物語」であったため、混同を避けるため本編とはタイトルが異なる。

## ゲーム版
- 新SDガンダム外伝 ナイトガンダム物語 - （1994年9月9日、バンダイ、ゲームボーイ）

## 円卓の騎士
2008年5月に『SDガンダム外伝コンプリートボックス』の円卓の騎士編第一章・第二章をまとめたVol3が発売されるのにともない、今まで所在が不明だった、先代円卓の騎士団系9名のうち8名が明らかにされた。
その半数は新規書下ろしの者だが、うち5名はすでに後のシリーズで登場した者であり、さらに3名がこの新SDガンダム外伝で登場する、龍騎士ファルコガンダム（当時は竜騎士）、騎士団長ジェイバー、騎士コナンガンダムが円卓の騎士であるとの発表があった。